# Le Mont de la Ville
Das neolithische Passage Tomb von Le Mont de la Ville (auch: La Montagne de la Ville, Le Mont de St Helier, La Montagne de St Helier, der Town Hill genannt) wurde im Jahre 1788 vom Mont de la Ville, in St. Helier auf der Kanalinsel Jersey, nach Wargrave südlich von Henley-on-Thames im Distrikt South Oxfordshire der Grafschaft Oxfordshire an der Themse in England verlegt.

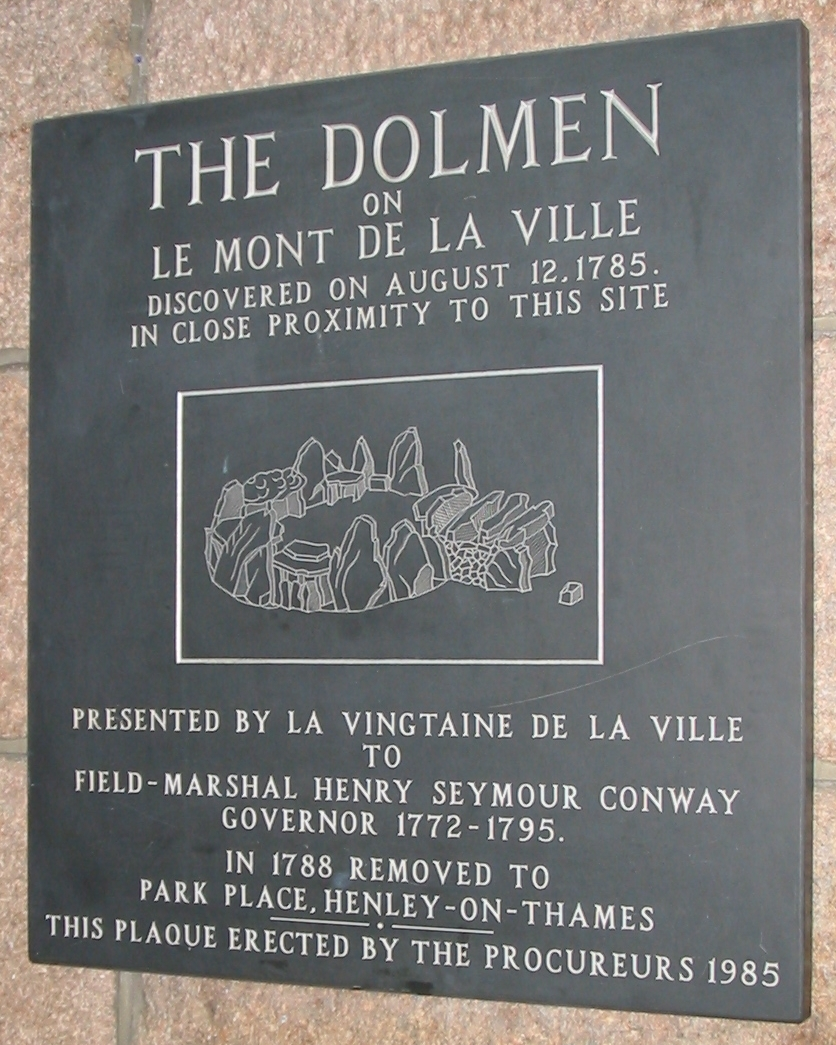

## Beschreibung
Die einzigartige Megalithanlage besteht aus einem gedeckten Gang, der in einen Steinkreis führt. Auf dessen Umfang sind in Abständen einige Nischen arrangiert, die sich unter Decksteinen befinden, die Tripod-Dolmen ähnlich ausgeführt wurden. Diese Nischenanordnung kommt in anderer Form in den rechteckigen Stalled Cairns und in runder Form (mit lediglich drei Nischen) ansonsten nur noch bei der Anlage Fourknocks I in Irland vor. Neolithische Monumente sind Ausdruck der Ideologie neolithischer Gesellschaften. Ihre Entstehung und Funktion ist abhängig von der sozialen Entwicklung.
Die Megalithanlage wurde von der Gemeinde „Vingtaine de la Ville“ an den Gouverneur von Jersey, Henry Seymour Conway, verschenkt. Er zögerte, dieses ungewöhnliche Geschenk anzunehmen, besonders als er erfuhr, dass er die Kosten für die Überführung der Megalithen bezahlen müsse. Horace Walpole (1717–1797) schrieb ihm: „Bitte enttäuschen Sie mich nicht, sondern transportieren die Kathedrale von Ihrer Insel auf Ihre Domain auf unserem Kontinent.“ 1788 wurden die Steine in einem Lastkahn verstaut und gelangten auf der Themse zu Conways Haus außerhalb von Henley. Walpole hatte großes Interesse an der Anlage und sagte, das Denkmal sei richtig rekonstruiert worden, aber das ist zweifelhaft. Es steht auf einem Hügel mit Blick auf die Themse und trägt eine einfache Inschrift.

## Lage
- originaler Standort: 49° 10′ 54″ N, 2° 6′ 20″ W
- jetziger Standort: 51° 31′ 34″ N, 0° 52′ 39″ W